# Избори за одборнике Скупштине Београда 1906.
Дана 15. јануара одржани су избори за београдске часнике као и одборнике и њихове заменике.

## О изборима
Према Закону о општинама из 1902. године, Општински одбор има 30 одборника, као и 15 заменика. Бирају се на трајање мандата од 2 године. Такође, и изабрани председник општине бира се на мандат од две године. Међутим, за председника обавеза је да има завршен факултет или неку стручну школу, или да је барем 10 година био запослен у судској или полицијској пракси као чиновник. Изабрани председник општине мора бити потврђен краљевим указом, али законом није предвиђено шта би се десило уколико краљ то не би учинио.
Гласање је било јавно све до измене Закона 3. децембра 1905. године кад је уведено тајно гласање.

## Ток избора
Избори су одржани на веома миран начин, без великих агитација и плаката. Међутим, упркос томе, на ове општинске изборе изашло је више гласача него на парламентарне изборе претходне године.
Самосталци су за место председника општине кандидовали тадашњег председника Косту Главинића, док су напредњаци за то место кандидовали Николу Д. Стевановића, бившег председника београдске општине.

## Резултати
| Поредак | Изборна листа                     | Број гласова | %       | Број мандата |
| ------- | --------------------------------- | ------------ | ------- | ------------ |
| 1.      | Самостална радикална странка      | 1.616        | 40,16 % | 18           |
| 2.      | Српска социјалдемократска партија | 799          | 19,85 % | 9            |
| 3.      | Народна радикална странка         | 669          | 16,62 % | 8            |
| 4.      | Српска напредна странка           | 565          | 14,04 % | 6            |
| 5.      | Народна странка                   | 375          | 9,32 %  | 4            |

Самостални радикали освојили су 12 одборника и 6 заменика, социјалисти 6 одборника и 3 заменика, а радикали 5 одборника и 3 заменика. Одборнике су освојили још и напредњаци и народњаци, с тим што су напредњаци добили 4 одборника и 2 заменика, а народњаци 3 одборника и једног заменика.
Према томе, општинску управу добили су самосталци, у којој ће председник бити Коста Главинић. Међутим, у Скупштини су самосталци добили свега 18 одборника и заменика, док су све остале странке добиле 27 њих.